# Юнити-Бей
Юнити-Бей (англ. Unity Bay) — залив на северо-восточном побережье канадского полуострова Лабрадор (провинция Ньюфаундленд и Лабрадор)

## География
Залив Юнити-Бей расположен примерно в 4,5 километрах к западу от северо-западной оконечности острова Пол. Залив закрыт от Атлантического океана многочисленными островами, крупнейшим из которых является остров Пол. До открытого Лабрадорского моря примерно 50 км к востоку через пролив Страткона.
Длина залива — чуть больше 1 км, ширина — 1 км. Залив имеет глубину от 20 до 50 м. Южный берег — скалистые утесы, высотой до 237 метров. Северо-западный берег постепенно поднимается к холмам высотой 227 метров. У подножия холмов расположено поселение Нейн. С воды заметна белая деревянная церковь в деревне. Там же на берегу расположен аэропорт Нейн.

### Погода
Лето обычно тихое без сильных ветров, но может быть много дождя и тумана. Осень с сильными штормами, дождями и снегом. Порт открыт с конца июня до ноября, когда залив замерзает.